# Lucero (artista)
Lucero Hogaza León (Cidade do México, 29 de agosto de 1969), mais conhecida simplesmente como Lucero, (La Novia De América) é uma atriz, cantora, apresentadora, compositora, produtora, empresária, e youtuber mexicana.
Como atriz, entre seus personagens mais conhecidos na teledramaturgia estão a órfã Isabel em Chispita (1982), as trigêmeas María Paula, María Guadalupe e María Fernanda em Lazos de Amor (1995), María Hipólita em Alborada (2005), a vilã Rebecca Sánchez em Mañana Es Para Siempre (2008), Valentina Villalba em Soy tu Dueña (2010), e Teresa Lários na brasileira Carinha de Anjo (2016), se tornando a primeira atriz mexicana a coprotagonizar uma novela no Brasil. Além de ter atuado em dez novelas, a artista também já atuou em sete filmes e em duas peças de teatro.
Como cantora, Lucero lançou 26 álbuns de estúdio (25 em espanhol e um bilíngue (português e espanhol)) e cinco ao vivo, chegou a também gravar canções em inglês, e já atingiu a marca de mais de trinta milhões de discos vendidos, figurando na lista dos 65 artistas latinos que mais venderam discos ao redor do mundo. Entre seus álbuns mais bem sucedidos estão Cuéntame (1989), Con mi Sentimiento (1990), Sólo Pienso en Ti (1991), Lucero de México (1992), cujo é considerado até hoje um dos álbuns de mariachi mais vendidos da história da música mexicana, seu álbum homônimo (1993), Cerca de Ti (1998), e Enamorada con Banda (2017). Durante a década de 80 como cantora teen, Lucero tinha como gêneros musicais a música pop e o pop latino. Já no início da década de 90, a artista fez uma transição para a música ranchera e o mariachi, o que foi um divisor de águas na sua carreira e representou seu amadurecimento musical. Durante essa década e na de 2000, Lucero investiu tanto nesses dois gêneros como nas baladas românticas e no início da década de 2010, passou por uma mudança radical incluindo o electropop e o dance-pop em seu repertório, o que muitos consideraram antiquado para seu público. Por conta dessa rejeição, a artista voltou a interpretar baladas e rancheras, e posteriormente introduziu a banda sinaloense, outro tipo de música regional mexicana. Em relação à suas canções, boa parte delas falam sobre decepções e ilusões amorosas.
Como apresentadora, a artista conduziu o programa infantil Alegrías de Mediodía entre 1980 e 1982, a série de televisão Chiquilladas em 1982, o Teleton México entre 1997 e 2002, em que também exerceu a função de embaixadora, o Teleton USA em 2012 e 2013, o Prêmio TVyNovelas em 1989, 1991, 2005 e 2007, o Grammy Latino em 2006, 2007, 2009, 2010, 2011, 2012 e 2013, o reality show Yo Soy el Artista em 2014, e as duas primeiras edições dos Latin American Music Awards em 2015 e 2016. Entre outras funções, foi também jurada da edição mexicana do The Voice, assim como a da mexicana e colombiana do The Voice Kids, e do reality La Reina de la Canción, exibida pela Univision em 2017.
Como empresária, a artista já lançou alguns produtos no mercado publicitário como o seu perfume pela marca Fuller Cosmetics, que ficou à venda entre 2003 e 2008, e sua linha de calçados e roupas desde 2018. Já como youtuber, desde Julho de 2019, Lucero passou a postar vídeos no YouTube em que fala sobre seu dia-a-dia e outras curiosidades ou novidades de sua carreira.
Além de ser uma das cantoras mexicanas que mais marcou presença nas charts latinas da Billboard, Lucero é considerada a artista que mais ganhou o Prêmio TVyNovelas, um dos principais prêmios da televisão mexicana. Em 2006, ganhou um Emmy Award por sua "influência e contribuição para a televisão latino-americana". Em 2011, 2012 e 2013, entrou na lista "Los 50 Más Bellos", e em 2017 na "Las 25 Mujeres Más Poderosas", ambas da People en Español e já foi nomeada "A Rainha das Novelas" pela revista. Em 2017, foi eleita pela revista Quién uma das 31 mulheres latinas mais amadas do mundo. Lucero também já foi considerada uma das artistas mais bem pagas da Televisa, emissora em que trabalhou entre 1980 e 2014. A artista chegou a ganhar mais que um salário por interpretar três personagens em uma única só novela, no caso, as trigêmeas em Lazos de Amor (1995), e como apresentadora do Teleton, ganhava mais que 15 milhões de pesos por minuto do evento, que tinha duração de aproximadamente 28 horas.

## Biografia e carreira

### 1969–79: Antes da fama

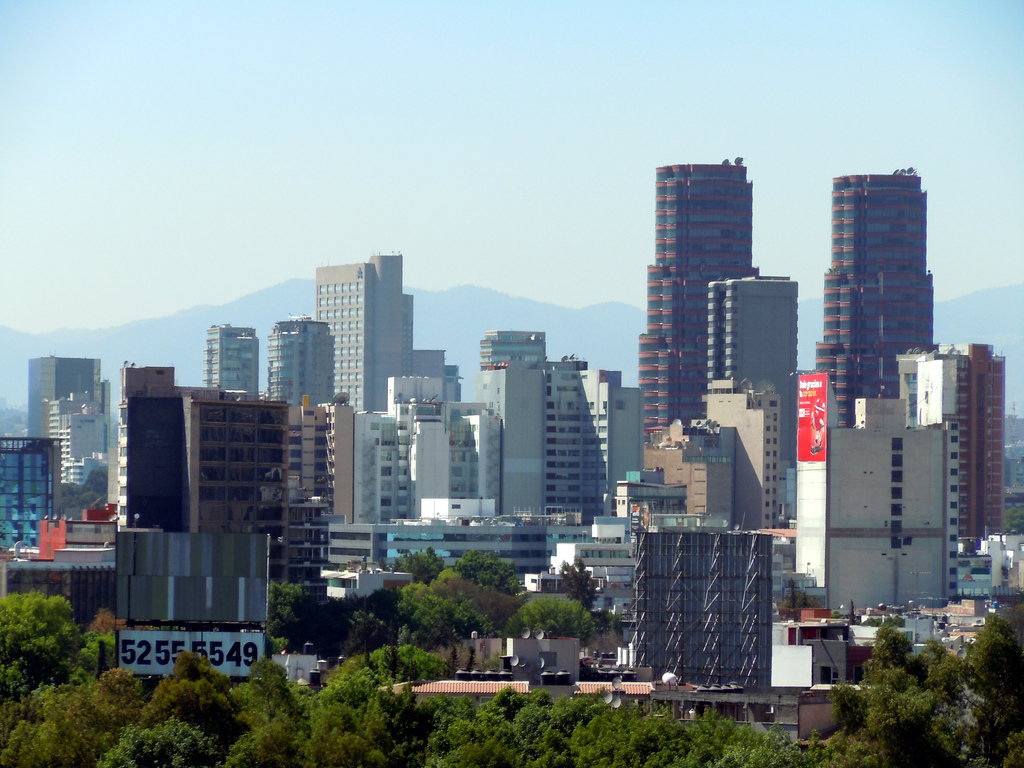
Lucero nasceu na Cidade do México.

Lucero nasceu na Cidade do México, em 29 de Agosto de 1969. É filha de Luz María "Lucero" León Saubinet e de António Hogaza López (falecido em 2001) e irmã de António Hogaza. No início, sofria de dislexia, problema em que tinha dificuldade de ler e escrever. Somente conseguiu superar o problema aos quatro anos com a ajuda de seu irmão, quem a ensinou a ler e escrever antes de finalmente se ingressar em uma escola. Apesar de ser canhota, Lucero também aprendeu a escrever com a mão direita.
Em 1975, aos seis anos, Lucero começou a ter interesse em tocar violão para poder se apresentar a sua família quando se tinha reuniões e festas que sua mãe acostumava a organizar. Nesse período, Lucero pedia a sua mãe para levá-la à televisão, pois queria ser artista, mas ela evitava em fazê-lo. A única coisa que sua mãe conseguiu fazer, foi levá-la a uma escola de música para que Lucero pudesse se aprimorar no violão.
Em 1977, Lucero, com então oito anos, e sua família se mudaram para cidade de Satelite, em Naucalpan, onde conseguiram se estabilizar. Na época, o interesse de Lucero em cantar e atuar começou a crescer ao ver novelas como Mundo de Juguete (1974), exibida pela emissora mexicana Las Estrellas (então chamada Canal de las Estrellas), e imitar constantemente a protagonista da trama Cristina Salinas, interpretada pela então atriz-mirim Graciela Mauri. Em 1979, aos nove anos, Lucero voltou a insistir pesado para que sua mãe a levasse para a Televisa, para que pudesse fazer testes para programas de televisão. Após mais alguns meses de bastante insistência, sua mãe enfim a levou para a emissora.

### 1980–89: Início,Chispita, carreira no cinema,Cuéntamee ascensão
Em Fevereiro de 1980, após realizar vários testes, Lucero com então dez anos, acabou conseguindo o posto de apresentadora de um programa infantil da Televisa, Alegrías de Mediodía. Em 1982, a esta altura já sendo considerada uma menina prodígio e usando como nome artístico seu diminutivo, "Lucerito", Lucero participa como apresentadora do festival infantil Juguemos a Cantar, em que tinha como objetivo lançar novos talentos mirins na música. Além de apresentadora do festival, Lucero também gravou sua canção-tema, escrita por Sérgio Andrade, que posteriormente seria seu primeiro grande empresário.
Ainda em 1982, Lucero passa a integrar ao elenco da série infantil Chiquilladas, ao lado de Carlos Espejel, Alejandro Escajadillo e Ginny Hoftman. Na série, ela interpretou vários personagens, inclusive uma paródia do personagem Olive Oyl, do Popeye. Em Outubro, Lucero é convidada pelo apresentador do programa Siempre en Domingo, Raúl Velazco, para participar de um outro festival infantil: América, Esta Es Tu Canción. Novamente, Lucero interpretaria a canção-tema do festival.
Em Janeiro de 1983, Lucero se firma ao lançar seu primeiro álbum de estúdio, Te Prometo, pela gravadora mexicana Musart, cujo rendeu aproximadamente 150 mil cópias conquistando o disco de ouro no México. Em Fevereiro do mesmo ano, por estar crescendo e pensando em outros projetos, Lucero se despede de Chiquilladas e após mais testes, acaba conseguindo seu primeiro papel protagonista interpretando a órfã Isabel na novela Chispita, contracenando com Angélica Aragón e Enrique Lizalde. A trama fez bastante sucesso no México, chegando a ser transmitido em outros países posteriormente. No Brasil, Chispita foi exibida seis vezes pelo SBT entre os anos de 1984 e 1996, sendo considerada a segunda novela mais reprisada pela emissora, perdendo somente para as também mexicanas María la del Barrio (1995) e La Usurpadora (1998), e uma vez pela CNT em 1997. No ano seguinte por seu trabalho em Chispita, Lucero conquista o Prêmio TVyNovelas na categoria "Melhor Atuação Infantil" e o Azteca de Oro pela mesma categoria. Por Chiquilladas, Lucero ganhou o Prêmio El Heraldo de "Melhor Atriz Infantil". Ao mesmo tempo, Lucero protagoniza Coqueta, seu primeiro longa-metragem ao lado de Pedro Fernández.
Ainda em 1984, Lucero acaba participando do Festival da OTI, onde canta sua nova canção "Música". Durante o festival, Lucero foi creditada como autora da canção, porém muito se especulou que seu próprio empresário, Sérgio Andrade, escreveu a canção mas deu o crédito a Lucero. No fim de 1984, a artista lança seu segundo álbum de estúdio, Con Tan Pocos Años, em que representa uma maturidade musical de Lucero. O álbum superou as vendas do primeiro com 200 mil cópias vendidas e conquistou o disco de platina no México. No fim do ano, Lucero protagoniza seu segundo filme, Delincuente, novamente ao lado do ator Pedro Fernández.
No início de 1985, Lucero se prepara para lançar seu terceiro álbum, Fuego y Ternura. É o primeiro da artista a ser constituído por canções compostas por vários artistas como Joan Sebastian e Prisma. Fuego y Ternura obteve um êxito maior, obtendo 250 mil cópias vendidas, conquistando o disco de platina no México. Em Abril, Lucero protagoniza seu terceiro filme, Fiebre de Amor, ao lado do também cantor mexicano Luis Miguel. O filme foi o mais visto daquele período, chegando a ficar até seis meses em exibição. Foi aproveitado para também lançar a sua trilha sonora, em que Lucero interpreta as canções "Siempre Te Seguiré" e "Todo el Amor del Mundo", este sendo com Luis Miguel. Por Fiebre de Amor, Lucero conquistou a Diosa de Plata na categoria "Melhor Revelação Feminina". No mesmo ano, com o lançamento internacional do filme Fiebre de Amor, do álbum Fuego y Ternura e Chispita ainda sendo exibida em mais outros países, Lucero passou a realizar uma turnê promocional visitando pela primeira vez o Brasil, Chile, Costa Rica, Equador e Venezuela.
Em 1986, lança o álbum Un Pedacito de Mí, seu último álbum para a gravadora Musart. Obteve aproximadamente 300 mil cópias vendidas, conquistando o disco de ouro e platina no país. Em 1987, Lucero protagoniza seu terceiro filme, Escápate Conmigo, em que contracena com seu então futuro marido, o ator e cantor mexicano Manuel Mijares. Seu primeiro álbum lançado pela gravadora Melody, foi a trilha sonora do filme. No fim de 1987, Lucero estreia no teatro com a peça Don Juan Tenorio, contracenando com Gonzalo Vega.
Em 1988, Lucero lança seu quinto álbum de estúdio, Lucerito, que vendeu aproximadamente 400 mil cópias conquistando o disco de platina. No período de cinco meses, foram lançados as canções "Milliones Mejor Que Tú", "No Me Hablen de Él" e os covers "Tu Amiga Fiel" e "Vete con Ella", todos tendo bons desempenhos em seu país natal, na Espanha, Argentina, Chile, Colômbia, Costa Rica e EUA.
O ano de 1989 foi representativo para a carreira de Lucero. Além de comemorar nove anos de trajetória, a artista protagoniza seu quinto filme, Quisiera Ser Hombre, em que interpreta Manuela, uma moça que passa a se disfarçar de homem para poder integrar no mercado de trabalho. Em Junho, lança o primeiro álbum mais bem sucedido e marcante de sua carreira, Cuéntame. Seu principal single, "Cuéntame", permaneceu por dez semanas em primeiro lugar nas rádios mexicanas (até Fevereiro de 1990), além de obter grande êxito em outros países da América Latina. Produzido na Europa, o álbum obteve 800 mil cópias vendidas no México, conquistando o disco de platina. Na América Latina, obteve 400 mil cópias vendidas conquistando o disco de platina e ouro. Por Cuéntame, Lucero ganha o Prêmio Galardón a los Grandes na categoria "Melhor Cantora". Posteriormente, a canção "Cuéntame" foi incluída na lista As 100 Melhores Músicas em Espanhol dos Anos 80" da VH1.

### 1990–99: Transição para o mariachi, "La Novia de América",Lucero de México,Lazos de Amore consolidação musical
Após oito anos afastada das novelas, Lucero é escolhida para protagonizar Cuándo Llega el Amor ao lado de Omar Fierro, Nailea Norvind e Guillermo García Cantú. Mesmo não tendo nenhuma divulgação por parte da artista, o tema musical da novela passa a obter o primeiro lugar nas rádios mexicanas pelo período de seis meses, fazendo com que lançassem a trilha sonora da trama. Mesmo gravando a novela, a artista lança seu sexto álbum de estúdio Con mi Sentimiento. O álbum representa o início de um outro caminho paralelo que Lucero escolheria seguir: lançar álbuns com músicas do gênero mariachi. Após participar de uma turnê com o cantor Vicente Fernández, intérprete do gênero, Lucero decidiu gravar Con mi Sentimiento, se tornando a primeira artista pop a lançar um álbum de mariachi, além de ser o primeiro de muitos que Lucero lançaria posteriormente. Mesmo não tendo divulgação por conta de Lucero estar comprometida com a novela, Con mi Sentimiento obteve bom desempenho nas vendas, conseguindo 500 mil cópias vendidas e conquistando o disco de ouro e platina no México. Além disso, o álbum fez Lucero estrear na Billboard, alcançando a nona posição na Billboard Regional Mexican Albums. Pelo trabalho em Cuándo Llega el Amor e Con Mi Sentimiento, Lucero ganha o Prêmio TVyNovelas nas categorias "Melhor Atriz Juvenil" e "Melhor Cantora Juvenil", o Prêmio El Heraldo também por "Melhor Cantora Juvenil" e o Galardón dos Grandes por "Melhor Cantora". No mesmo ano, Lucero protagoniza o filme Deliciosa Sinvergüenza, interpretando uma ladra profissional que usa vários disfarces para fugir da polícia.
Em 1991, Lucero lança o álbum Sólo Pienso en Tí, o primeiro a ser produzido em parceria com Rafael Pérez Botija. Os singles "Ya No" e "Electricidad" obtiveram grandes desempenhos na América Latina alcançando a sétima e quinta posição respectivamente na Hot Latin Songs da Billboard. O álbum em si, alcançou a sétima posição na Billboard Latin Pop Albums. Para divulgação do álbum, Lucero investiu em uma grande turnê, passando pelo Chile, Venezuela, EUA, Guatemala, Panamá, Porto Rico, Colômbia, Equador, Peru e Argentina. Por ter sido uma das mais complexas e representativas turnês de Lucero na época, a artista ganhou da imprensa internacional o epíteto de "La Novia de América" ("A Namorada da América").
Em Fevereiro de 1992, Lucero participa pela primeira vez do Festival Internacional da Canção de Viña del Mar no Chile, e conquista uma medalha por sua bem sucedida apresentação e é nomeada a "Rainha do Festival". Ainda no Chile, Lucero recebe o disco de platina por Sólo Pienso en Ti e na Argentina, recebe o disco de ouro. Em Março, Lucero volta a se dedicar a música mariachi lançando o álbum Lucero de México. O álbum obteve altas vendas no México, alcançando aproximadamente a marca de 2 milhões de cópias, sendo considerado um dos álbuns de mariachi mais vendidos da história da música mexicana, além de ser o mais vendido da carreira da artista até hoje. Lucero de México rendeu também a artista os prêmios de "Melhor Cantora de Ranchera" do Prêmio TVyNovelas e os prêmios El Heraldo e Aplauso 92, pela categoria "Melhor Cantora". No mesmo ano, a artista se apresentou no Festival Acapulco e na casa noturna El Patio no México, e no Festival Exposevilla na Espanha.
Em 1993, Lucero lança seu décimo álbum de estúdio levando seu próprio nome. Lucero foi gravado em Madrid, na Espanha e seu principal single, "Veleta", se converte em uma das canções mais conhecidas da artista. O álbum obteve 700 mil cópias vendidas e alcançou a décima posição na Billboard Latin Pop Albums e a 13ª posição na Billboard Top Latin Albums. Para a divulgação do álbum, a artista realizou uma série de apresentações na casa noturna El Patio. No mesmo ano, protagoniza a novela Los Parientes Pobres ao lado de Ernesto Laguardia e Chantal Andere. Por seu trabalho na novela, Lucero ganhou o Prêmio TVyNovelas de "Melhor Atriz Juvenil" e foi indicada por sua canção-tema que interpretou, além de conquistar o Prêmio ACCA e ACE de "Melhor Atriz" e o Eres de "Melhor Canção-Tema" e "Melhor Cantora".
Em Fevereiro de 1994, Lucero volta a se apresentar no Festival de Viña del Mar em um concerto para 40 mil pessoas. Em Março, lança seu décimo primeiro e também o terceiro álbum com músicas do gênero mariachi intitulado ¡Cariño de Mis Cariños!. O álbum contêm oito covers e quatro músicas inéditas. Obteve 400 mil cópias vendidas, conquistando o disco de platina no México e obtendo a 13ª na Billboard Top Latin Albums e a segunda na Billboard Regional Mexican Albums. No mesmo ano, ganha os prêmios TVyNovelas, El Heraldo, Aplauso, Bravo e Furia Musical pela categoria "Melhor Cantora" pelo álbum Lucero.
Em Maio de 1995, sem muito alarde, Lucero lança seu 12º álbum, Siempre Contigo. Foi gravado na Espanha e contou com a participação da Orquestra Filarmônica da República Checa. Obteve 500 mil cópias vendidas e conquistou a 15ª posição na Billboard Top Latin Albums. No mesmo ano, pelo álbum ¡Cariño de Mis Cariños!, Lucero ganha Prêmio TVyNovelas, ACE de "Melhor Cantora" e o Diosa de Plata de "Cantora Popular de 1994" e o Prêmio Eres também de "Melhor Cantora", "Melhor Imagem" e um especial por sua trajetória. No mesmo mês do lançamento do álbum, Lucero participou como jurada do concurso Miss Universo, realizado na Namíbia, na África.  Ainda em 1995, Lucero é escalada para protagonizar a segunda novela mais bem sucedida de sua carreira, Lazos de Amor. Na trama, a artista interpreta trigêmeas: duas com boa índole e a terceira sendo a antagonista. No Brasil, o folhetim foi exibido em 2006 pelo SBT no período da tarde. Por conta dessa exibição, a artista acabou gravando o tema musical da novela em português, mas devido a baixa audiência conquistada pela trama, a canção não foi amplamente divulgada na época. Ainda em 1995, Lucero ganha seu espaço no Paseo de las Luminárias no México.
Em 1996, Lucero é reconhecida pelo bom desempenho ao interpretar as trigêmeas em Lazos de Amor e pelo álbum Siempre Contigo, ganhando o Prêmio TVyNovelas de "Melhor Atriz" e "Melhor Cantora Feminina", o El Heraldo, Aplauso e Eres pelas mesmas categorias. Ganhou também o Prêmio Bravo de "Melhor Cantora" e o Diosa de Plata de "Melhor Atriz". Em Junho do mesmo ano, Lucero se apresenta no Auditório Nacional em comemoração aos seus dezesseis anos de carreira.
Em Fevereiro de 1997, Lucero lança seu 13ª álbum, Piel de Ángel. Lucero escolheu dois produtores italianos para que contribuíssem para a mudança de repertório do álbum. Obteve aproximadamente 500 mil cópias vendidas, conquistando o disco de ouro no México, e alcançou a 12ª posição na Billboard Latin Pop Albums e a 28ª posição na Billboard Top Latin Albums. Ainda em 1997, Lucero realiza a turnê embasada em Piel de Ángel, se apresentando em lugares como o Auditório Nacional no México e no Chicago Theatre nos EUA. Em Outubro, Lucero visita novamente o Brasil, dessa vez para participar do 2º Encontro Mundial com as Famílias em que cantou para o Papa João Paulo II no Maracanã. Anunciada pelo ator brasileiro e anfitrião do evento, Tony Ramos, como "Lucero de México", a artista interpretou a canção popular mexicana, "Morenita Mía", junto a um grupo de mariachi. Sua participação rendeu o lançamento do EP Le canta a la Virgen, em que consta além de "Morenita Mía", mais três canções populares, as chamadas serenatas ou mañanitas. Em Novembro, Lucero assume o posto de apresentadora principal e embaixadora do primeiro Teleton do México. Pelo seu trabalho com o Teletón, Lucero consquistou vários prêmios como o Prêmio TVyNovelas, El Heraldo, Azteca de Oro e o Estrella de Plata.
Em 1998, Lucero lança seu quarto álbum de mariachi, Cerca de Tí. Este foi o último álbum que a artista gravaria para a Melody. Obteve 600 mil cópias vendidas conquistando o disco duplo de platina no México. Além de ser o último álbum para a gravadora Melody, Cerca de Tí também seria o último a entrar na Billboard até 2010. O álbum conquistou a 29ª posição na Billboard Top Latin Albums e a 12ª posição  na Billboard Regional Mexican Albums. Pelo álbum, Lucero ganhou o Prêmio Galardón a los Grandes na categoria de "Melhor Cantora" e o Billboard Latin Music Awards na categoria "Melhor Cantora de Ranchera".
Em Fevereiro de 1999, Lucero com seu então esposo Manuel Mijares conquista o Prêmio TVyNovelas de "Melhor Tema Musical" pela canção "El Privilegio de Amar", tema da novela de mesmo nome. Além disso, a artista ganhou outro Prêmio TVyNovelas, a Palma de Oro e uma homenagem do programa Al Fin de Semana devido aos seus vinte anos de carreira. No mês de Junho, Lucero realiza uma grande apresentação na Plaza de Toros interpretando seus grandes sucessos, seja do gênero pop e mariachi. O concerto levou a artista a lançar em Novembro seu primeiro álbum ao vivo, intitulado como Un Lucero en la México. O álbum conquistou o disco de ouro no México. Foi o primeiro a ser lançado pela gravadora Sony Music, após dez anos de Lucero na Melody Records. Em Setembro do mesmo ano, a artista se apresenta pela primeira vez no Caesars Palace em Las Vegas e no Celebrity Theatre em Phoenix, no Arizona.

### 2000–09: Retorno às novelas,Mi Destino, peça musicalRegina,AlboradaeMañana Es Para Siempre
Em 2000, após quatro anos sem atuar, Lucero volta às novelas com a trama Mi Destino Eres Tú ao lado de Jaime Camil e Jorge Salinas. A trama foi uma das mais criticadas e controversas da carreira de Lucero. Isso porque foi abordado temas mais sérios em comparação às suas novelas anteriores, além de ter causado várias polêmicas em torno de cenas feitas pela artista. A maior delas foi que pela primeira vez na televisão, Lucero apareceu nua em um dos capítulos. Alguns dias após a estreia da novela, a artista lança Mi Destino, um álbum um pouco mais ambicioso em relação aos anteriores. Lucero contribuiu para a composição de algumas músicas como "Mi Destino Eres Tú" (tema musical da novela), "Arde" e "Vamos a Cantar" (canção-tema do Teletón México daquele ano). Há também a canção "Don't Waste My Time", em que Lucero canta completamente em inglês. O álbum conquistou a 150 mil cópias, conquistando o disco de ouro. A Sony tinha a pretensão em fazer uma tour mundial para a divulgação do álbum Mi Destino, porém, devido a primeira gravidez de Lucero, o plano não se concretizou.
Em Fevereiro de 2001, Lucero pela terceira vez volta ao Festival de Viña del Mar com pretensões de divulgar seu álbum, assim como para toda a América Latina. Por sua participação no festival, Lucero ganha a Gaviota de Plata. Em Abril, Lucero ganha o Prêmio TVyNovelas de "Melhor Atriz" pelo seu trabalho em Mi Destino Eres Tú.

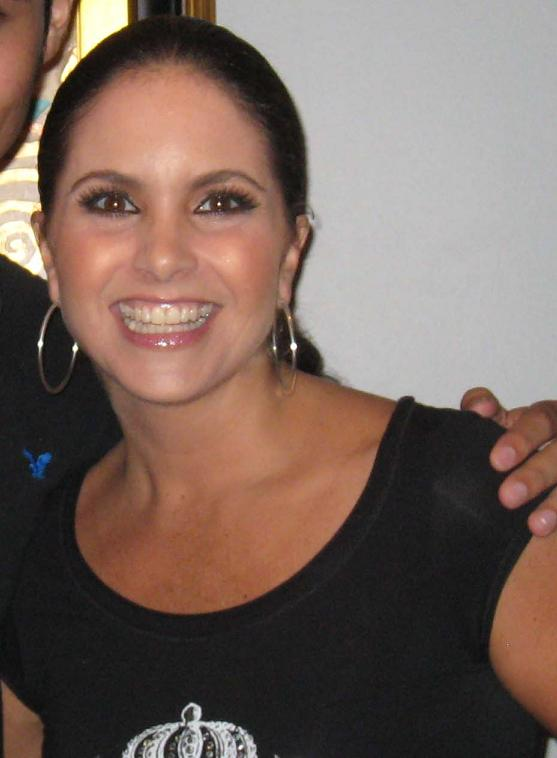
Lucero em 2007.

Em 2002, Lucero volta a dar atenção para as músicas mariachi com o lançamento do álbum Un Nuevo Amor. O álbum obteve 80 mil cópias vendidas no México. Pelo álbum, Lucero recebeu uma indicação ao Prêmio Eres na categoria "Melhor Balada", porém perdeu para a cantora Rosana Arbelo. No mesmo ano, se apresenta ao lado de Plácido Domingo no Auditorio Nacional.
Em 2003, Lucero pela segunda vez ingressa ao teatro, protagonizando a peça Regina. A artista conseguiu o papel principal na peça após recusar atuar na novela Amor Real (2004), por naquele período estar trabalhando na divulgação do álbum Un Nuevo Amor. Regina obteve grande êxito e rendeu 100 apresentações ao longo daquele ano.
Em 2004, a artista recebe o Prêmio Furia Musical por sua trajetória e em Outubro, resolve a se dedicar novamente a música mariachi com Cuándo Sale Un Lucero, seu primeiro álbum na gravadora EMI, após três anos na Sony. O álbum rendeu 50 mil cópias vendidas e o disco de ouro no México. Pelo álbum Cuándo Sale Un Lucero, a artista ganhou o Prêmio Orgullosamente Latino na categoria "Melhor Álbum Latino". Ainda em 2005, Lucero volta a protagonizar um longa-metragem após 15 anos. Zapata: El Sueño del Héroe foi lançado em Maio e contou ainda com Alejandro Fernández e Jaime Camil no elenco. Assim como esses, Lucero também contribiu para sua trilha sonora, interpretando a canção "Quédate En Mí". Além do filme, Lucero também volta a televisão com a novela Alborada, ao lado de Fernando Colunga. Sua interpretação foi bastante aclamada ganhando o Prêmio Bravo, as Palmas de Oro e o TVyNovelas de "Melhor Atriz". No mesmo ano, é homenageada pelo Prêmio TVyNovelas por seus 25 anos de carreira.
Em 2006, Lucero lança seu 18º álbum intitulado como Quiéreme Tal Como Soy. O álbum seria um tributo ao produtor e compositor Rafael Pérez Botija, que trabalhou em parceria com a artista por muitos anos. Quiéreme Tal Como Soy é constituídos por regravações de sucessos anteriores de Lucero que foram escritas por Botija. Pelo álbum, a artista foi indicada ao Prêmio Orgullosamente Latino nas categorias "Melhor Cantora" e "Melhor Álbum Latino" e ao Prêmio Lunas del Auditorio na categoria "Melhor Balada". Ainda em 2006, Lucero foi premiada com um Emmy Award por sua trajetória e influência na televisão latino-americana, e homenageada pela Associação Nacional de Atores do México (ANDI) com uma medalha de prata por sua carreira de atriz. No final do ano, Lucero foi escolhida para apresentar pela primeira vez o Grammy Latino, ao lado de Victor Manuelle.
Em 2007, em comemoração aos 27 anos de carreira, Lucero realiza uma apresentação no Auditório Nacional, tendo como base seu último álbum de estúdio. En Vivo Auditorio Nacional foi realizado em 25 de Março e lançado em 26 de Setembro do mesmo ano. Em Novembro, Lucero é escolhida pela segunda vez para apresentar o Grammy Latino, desta vez ao lado de Eugenio Derbez.
Em 2008, após três anos afastada das novelas, Lucero volta à televisão com Mañana Es Para Siempre, interpretando Rebecca Sánchez, a antagonista da trama. Sua interpretação na novela rendeu o Prêmio ACE de "Melhor Atriz Coadjuvante", o Prêmio People en Español de "Melhor Vilã" e a indicação ao Prêmio TVyNovelas de "Melhor Atriz". No Brasil, a trama foi exibida pela CNT entre 2009 e 2010. No mesmo ano, se apresenta na décima edição do ALMA Award em homenagem a cantora Linda Ronstadt. Em 2009, é escolhida para apresentar pela terceira vez o Grammy Latino, mais uma vez ao lado de Eugenio Derbez.

### 2010–15:Soy tu Dueña,Indispensable,Por Ella... Soy Eva, saída da Televisa, entrada na Telemundo eAquí Estoy

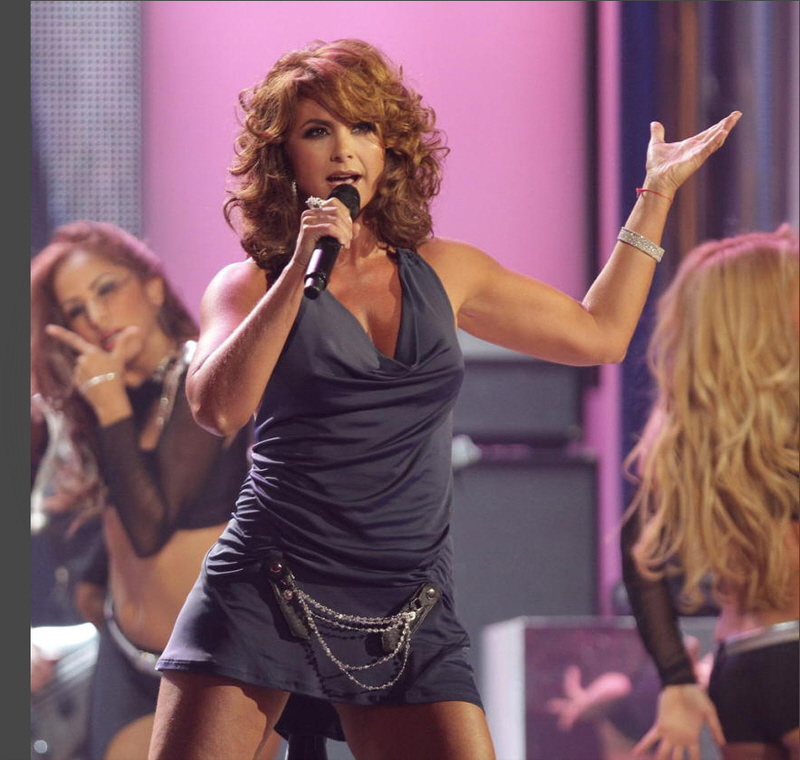
Lucero nos Billboard Latin Music Awards em 2011.

Em 2010, Lucero volta a protagonizar uma novela com Soy tu Dueña, novamente ao lado de Fernando Colunga e Gabriela Spanic. No Brasil, a novela foi exibida entre 15 de Agosto de 2015 e 4 de Março de 2016 pelo SBT no período da tarde. Paralelo às gravações da novela, a artista também trabalhou em seu novo álbum após quatro anos sem lançar um novo material. Indispensable, seu 19º álbum de estúdio e o primeiro a ser lançado pela Siente Music, representa a tentativa de Lucero de se inovar apresentando um repertório totalmente diferente em comparação aos seus álbuns anteriores. O álbum foi produzido por César Lemos e Ric Wake, que já produziu anteriormente álbuns de Mariah Carey, Celine Dion e Jennifer Lopez. Com um estilo mais pop e atual, Lucero declarou que Indispensable seria uma forma de atrair o público jovem. O álbum fez Lucero voltar a Billboard após 12 anos, estreando na Billboard 200 em 172ª posição, a terceira na Latin Pop Albums e a quarta na Top Latin Albums. No mesmo ano, Lucero apresenta pela quarta vez o Grammy Latino, novamente ao lado de Eugenio Derbez.
Em 2011, por seu trabalho em Soy tu Dueña, Lucero ganha o Latin ACE Awards de "Melhor Atriz". No meio do ano, Lucero participa como jurada do reality La Voz... México e em Setembro, lança seu vigésimo álbum e também o sétimo do gênero mariachi com Mi Secreto de Amor, fazendo a artista voltar ao Billboard Regional Mexican Albums, alcançando a 20ª posição. Na Top Latin Albums, alcançou a 43ª posição. Em Novembro, a artista apresenta pela quinta vez o Grammy Latino, ao lado de Cristián de la Fuente.
Em Fevereiro de 2012, Lucero volta à televisão protagonizando a novela Por Ella... Soy Eva, novamente ao lado do ator Jaime Camil. A artista contribuiu para sua trilha sonora compondo e gravando a canção "No Me Dejes Ir", tema de seu personagem, porém, ela não foi incluída no álbum da novela que somente foi gravado por Camil. No Brasil, a trama foi exibida de Dezembro de 2013 a Maio de 2014 pelo SBT no período da tarde e sua exibição fez com que Lucero gravasse a versão em português de "No Me Dejes Ir". Esta versão foi lançada em 17 de Junho de 2014, em download digital pelo iTunes, quase um mês após o término da exibição da trama no país. Em Maio, Lucero em parceria com Joan Sebastian, lança o álbum Un Lu*Jo constituída por músicas rancheras. Todas as canções do álbum foram escritas por Sebastian, sendo algumas interpretadas somente por Lucero e outras interpretadas em parceria com Sebastian. Em Outubro, alguns dias após o término de Por Ella... Soy Eva, Lucero volta a se apresentar no Auditório Nacional em comemoração aos seus 32 anos de carreira e em Novembro, a artista ganha o Prêmio People en Español nas categorias "Estrela do Ano" e "Melhor Atriz", pelo seu trabalho em Por Ella... Soy Eva. Em Dezembro, participa da primeira edição do Teletón USA, transmitido pela emissora Univisión. No mesmo ano, apresenta pela sexta vez o Grammy Latino, mais uma vez ao lado de Cristián de la Fuente.
Em Abril de 2013, Lucero recebeu o Prêmio TVyNovelas pelos 23 anos de trajetória e em Junho, se apresentou para o então Presidente da China, Xi Jinping, no Palácio Nacional, durante um jantar oferecido por Enrique Peña Nieto, então Presidente do México. A artista também trabalhou para o lançamento de seu terceiro álbum ao vivo, En Concierto. Para este projeto, Lucero escreveu e gravou duas canções inéditas, "No Pudiste Amar Así" e "Te Deseo lo Mejor". O álbum foi lançado em Novembro em CD e DVD e a referida apresentação é a que foi realizada em Outubro de 2012. Ainda em Novembro, seguindo com a divulgação do álbum, Lucero apresenta pela sétima vez o Grammy Latino ao lado de Blanca Soto e Omar Chaparro, e em Dezembro, apresenta a segunda edição do Teletón USA.

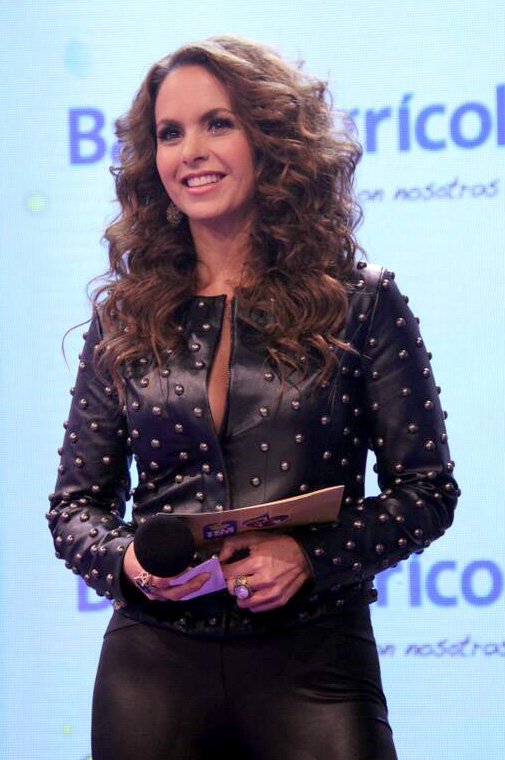
Lucero no Teleton de El Salvador em 2014.

Em 14 de Março de 2014, foi anunciado que Lucero estaria cogitada para interpretar a antagonista da trama La Malquerida que estrearia em Junho, porém, isso não foi concretizado. Muito se especulou que a artista e a produção da novela não teriam chegado a um acordo referente ao salário, mas de acordo com o programa Todo Para la Mujer, a artista foi descartada por um grupo de discussão. Nos dias 16 e 17 de Maio, após alguns meses afastada dos holofotes, Lucero reaparece como apresentadora do Teletón de El Salvador pela primeira vez, juntamente com o apresentador também mexicano Adal Ramones e personalidades de outros países. No mês de Junho, aproveitando sua passagem pelo Teletón de El Salvador, a artista acabou sendo convocada para também participar da edição de Guatemala. Em 15 de Julho, foi anunciado que Lucero tinha rompido seu contrato com a Televisa, após 34 anos na casa, para ser apresentadora de um reality show intitulado Yo Soy el Artista, pela emissora americana Telemundo. A notícia causou grande rebuliço na imprensa mexicana, tendo surgido várias especulações em torno da saída da artista da emissora que a lançou há 34 anos. Por outro lado, a artista somente declarou que seu contrato com a Televisa era por obra, assim como seria com a Telemundo. De acordo com uma nota da revista TVNotas, Telemundo estaria sondando Lucero desde Dezembro de 2013, porém a artista não tinha aceitado pela primeira vez por receio de que os diretores da Televisa soubessem da proposta da concorrente. Lucero somente aceitou o convite depois de se inteirar que a Televisa não teria por enquanto nenhum projeto reservado a ela. Sua estreia oficial na Telemundo foi em 21 de Agosto durante a terceira edição Prêmio Tu Mundo e no dia 14 de Setembro, com o programa Yo Soy el Artista. No dia seguinte à estreia do reality, em razão à comemoração da Independência do México, Lucero se apresenta no estádio Zócalo ao lado de outros artistas mexicanos como Belinda, Reik, Joan Sebástian e Maribel Guardia.  No dia 25 de Setembro, Lucero anuncia seu 22º álbum de estúdio, chamado Aquí Estoy. O álbum é constituído por canções pop e ranchera e são regravações de alguns sucessos da cantora mexicana Ana Gabriel. Foi lançado primeiramente em 14 de Novembro de 2014 somente no México e em 18 de Novembro em outros países. O álbum estreou na Billboard Top Latin Albums alcançando a nona posição e na Billboard Latin Pop Albums, a quarta posição. Em 12 de Dezembro, após o fim do programa Yo Soy el Artista, Lucero participa do anual evento mexicano Mañanitas a la Virgen, em que artistas do país cantam e fazem homenagens a Virgem de Guadalupe.
Em 27 de Fevereiro de 2015, a artista lança o single "Quién Como Tú", em que interpreta em parceira com o cantor Luis Fonsi. A canção, que pertence ao álbum Aquí Estoy, foi interpretada pelos dois ao vivo durante a última edição do programa Yo Soy el Artista em Dezembro e pela boa repercussão que causou o dueto, Lucero acabou lançando-o como single. Em 19 de Abril de 2015, Lucero participou da 26ª edição da Fiesta Broadway, em que interpretou alguns sucessos de seu repertório ranchero e no dia 30, participou do Billboard Latin Music Awards, em que se apresentou com Ana Gabriel e foi indicada na categoria "Artista Feminino do Ano: Top Álbum Latino" pelo álbum Aquí Estoy, porém perdeu para a cantora Jenni Rivera. No dia 8 de Outubro, Lucero apresenta a primeira edição dos Latin American Music Awards, transmitida pela Telemundo. Em 22 de Outubro, Lucero recebeu em Nova York o prêmio Hispanic Television Summit por sua trajetória na televisão mexicana. No dia 24 de Outubro, Lucero iniciou sua turnê pela América Latina para divulgar seu álbum Aquí Estoy, participar de programas e realizar apresentações. O primeiro país que visitou foi o Brasil, onde participou dos programas Teleton, Domingo Legal e The Noite com Danilo Gentili, divulgou a novela Soy tu Dueña, então exibida no país, e seu EP Dona Desse Amor com músicas em português, lançado em download digital no dia 23 de Outubro. Além disso, a visita ao país marcou a sua volta após dezoito anos. No dia 27 de Novembro, Lucero desembarcou no Equador onde também participou do Teleton. No dia 4 de Dezembro, Lucero encerrou sua turnê pela América Latina realizando uma apresentação no cassino Óvalo Sun Monticello, no Chile. A visita da artista ao país marcou a sua volta após oito anos. No dia 12 de Dezembro, Lucero participou do evento anual Mañanitas a la Virgen, em que mais uma vez cantou para a Virgem de Guadalupe. Lucero cantou duas canções, e uma delas foi em dueto com o ator e cantor mexicano Pedro Fernández.

### 2016–19: Novela no Brasil, álbum em português e introdução à banda sinaloense

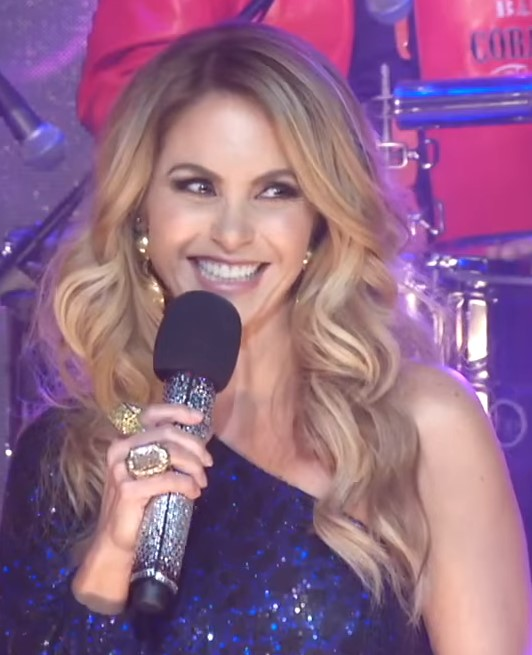
Lucero em 2017.

Em Fevereiro de 2016, Lucero gravou juntamente com outros cantores mexicanos, a canção "Luz", em decorrência à visita do Papa Francisco ao México. A canção foi lançada na coletânea México se Pinta de Luz. No dia 9 de Março de 2016, foi especulado que Lucero teria assinado um contrato com a emissora SBT, para participar do remake brasileiro da novela mexicana Carita de Ángel (2000). No mesmo dia, a emissora se pronunciou dizendo que as negociações com a artista estavam avançadas, porém sua contratação foi negada. Em 28 de Março, foi anunciado que Lucero assinou o contrato para sua participação na trama, se tornando a primeira atriz mexicana a coprotagonizar uma novela brasileira, assim como a terceira a participar de uma novela de outro país. A primeira foi Verónica Castro em Felicidad, ¿Dónde Estás? na Itália e Verónica: Al Rostro del Amor (1982), Cara a Cara (1983), Yolanda Luján (1984), e Amor Prohibido (1985) na Argentina, e a segunda foi Dulce María em Rebelde (2011), também no Brasil. A artista interpretou Teresa Lários, a mãe fantasma da protagonista Dulce Maria, personagem da atriz mirim Lorena Queiroz. Como preparação, Lucero passou a ter aulas de português para poder falar fluentemente. Assim como foi feito com as tramas mexicanas que protagonizou, a artista também contribuiu para a trilha sonora desta novela, gravando seu tema principal, "Carinha de Anjo", e primeiramente mais três canções: "Filha Linda", "Jóia Rara" e "Pequena Aprendiz". Em Maio, Lucero participou da 23ª edição dos Billboard Latin Music Awards, em que interpretou a canção "Sólo Con Ver", em parceria com o grupo mexicano MS Banda. No dia 27 de Junho a 9 de Julho, Lucero visitou o Brasil mais uma vez para cumprir a primeira etapa de gravações de Carinha de Anjo. A artista gravou as músicas e algumas cenas, conheceu o elenco e participou do Programa Silvio Santos do SBT, se tornando a primeira atriz mexicana a ser entrevistada mais de uma vez por Sílvio Santos, apresentador e dono da emissora. Na última ocasião, a artista esteve com o apresentador no programa Show de Calouros durante sua primeira visita ao país em 1985. No dia 26 de Agosto, retornou ao Brasil onde participou dos shows de encerramento de Cúmplices de um Resgate (2015), antecessora de Carinha de Anjo, realizados no Ginásio do Ibirapuera nos dias 27 e 28. Foi a primeira vez em que a artista se apresentou ao vivo no país, além de ter interpretado na íntegra os temas "Jóia Rara", "Filha Linda" e "Carinha de Anjo". No dia 26 de Setembro, Lucero mais uma vez participou juntamente com outros artistas mexicanos de um evento no estádio Zócalo em comemoração à Independência do México, interpretando canções de seu repertório ranchero como "Mi Cuidad", "Tristes Recuerdos", "Llorar" e um medley em homenagem ao então recém-falecido Juan Gabriel. No dia 6 de Outubro, Lucero apresentou pela segunda vez os Latin American Music Awards e no dia 8, participou do aniversário dos quarenta anos de carreira do músico Marco Antonio Solís no Staples Center, em Los Angeles, em que interpretou a canção "La Pareja Ideal". No dia 4 de Novembro, retornou ao Brasil pela sexta vez com o objetivo de divulgar a estreia de Carinha de Anjo, em que participou mais uma vez de programas do SBT, como o Teleton, em que interpretou a canção-tema "Carinha de Anjo", The Noite com Danilo Gentili, Programa do Ratinho, Domingo Legal, Casos de Família  e  Máquina da Fama. Lucero também participou da coletiva de imprensa e da festa de lançamento da trama no dia 9 de Novembro, e gravou outra canção em português, "Eu Tô de Olho". No dia 21 de Novembro, Carinha de Anjo teve sua estreia no SBT, e dois dias após a estreia da novela, Lucero lançou em download digital pelo iTunes Store, sua quarta coletânea oficial chamada Singles, com o objetivo de reforçar sua presença como cantora no mercado brasileiro. No dia 8 de Dezembro, foi anunciado que Lucero tinha saído da Telemundo e foi contratada pela Univision, outra emissora americana para o público latino. No dia 12 de Dezembro, realizou uma apresentação no Centro Cultural Roberto Cantoral, na Cidade do México, onde interpretou pela primeira vez canções do gênero banda sinaloense, outro tipo de música regional mexicana, que faria parte de seu então novo álbum, Enamorada con Banda. No dia seguinte, participou do evento Las Mañanitas no Texas, que foi transmitido pela Univision, aparecendo pela primeira vez na emissora como sua contratada. Durante o evento, Lucero interpretou as canções "Morenita de Ojos Buenos" e "Te Amaré Toda la Vida".
Do dia 10 a 18 de Fevereiro de 2017, Lucero permaneceu no Brasil pela sétima vez para gravar novas cenas de Carinha de Anjo e músicas para a trilha sonora e participar do Programa Raul Gil, onde interpretou pela primeira vez a canção "Eu Tô de Olho". No dia 24 de Fevereiro de 2017, a artista se apresentou durante a 18ª edição do Prêmio Lo Nuestro. No dia 12 de Março, Lucero se apresentou no evento Fiesta del Grande Poder, na Bolívia. No dia 25 de Março, se apresentou no Casino del Sun Monticello, no Chile. No dia 13 de Abril, se apresentou na Fiera del Caballo na cidade de Texcoco. No dia 17 de Abril de 2017, participou como jurada do programa La Reina de la Canción, exibida pela Univision. Quatro dias após a estreia do programa, Lucero lança seu 23º álbum de estúdio, o Enamorada con Banda. O álbum debutou em 16º lugar na Billboard Regional Mexican Albums, sendo o primeiro álbum de Lucero desde Mi Secreto de Amor (2011) a entrar nessa chart, e a quadragésima na Billboard Top Latin Albums. Acabou conquistando o disco de ouro no México. No dia 21 de Julho, três meses após lançar Enamorada con Banda, Lucero lançou seu 24º álbum de estúdio, Brasileira. É o segundo que a artista lança no Brasil em mais de trinta anos. É constituído por canções em português, algumas que fazem parte da trilha sonora da novela Carinha de Anjo (2016) e outras inéditas, e também em espanhol. No dia 30 de Julho, Lucero participou do especial Pase VIP da Univision, em que interpretou ao vivo oito canções do álbum Enamorada con Banda. No dia 28 de Agosto, Lucero retornou ao Brasil para gravar suas últimas cenas de Carinha de Anjo e divulgar o álbum Brasileira. No dia 5 de Setembro, Lucero visitou um dos centros de reabilitação da AACD em São Paulo, como parte da campanha do Teleton. No dia 6 de Setembro, Lucero fez seu primeiro show solo no Brasil chamada Lucero ao Vivo, baseado no álbum Brasileira. A apresentação ocorreu no Teatro Gamaro, em São Paulo. No dia 15 de Setembro, Lucero se apresentou na cidade de Culiacán durante a comemoração da independência do México. No mesmo dia, foi exibido uma participação da artista no Programa Raul Gil, em que interpretou as canções "Eu Tô de Olho", "Aquarela" e "Era Uma Vez". No dia 16 de Setembro, Lucero interpretou o hino nacional mexicano no T-Mobile Arena, em Las Vegas Strip, antes da luta entre Canelo Álvarez e Golovkin. No dia 14 de Novembro, Lucero se apresentou na primeira edição do Festival Furia Musical no Palacio de los Deportes. No dia 18 de Dezembro, Lucero se apresentou na final da sexta edição de La Voz... México, marcando sua primeira aparição na Televisa desde 2014.
Em 8 de Fevereiro de 2018, Lucero se apresentou no Auditorio Roberto Cantoral, na Cidade do México, para divulgar pela primeira vez seu então novo álbum Más Enamorada con Banda. No dia 18, a artista se apresentou durante a 36ª edição do Prêmio TVyNovelas, interpretando o single "Necesitaría". Foi a primeira vez em cinco anos que Lucero participou da premiação. No dia 24 de Março, Lucero -participou da Teleton México onde interpretou a canção "Necesitaría". Desde 2012 que a artista não participava da edição mexicana do evento. No dia 11 de Maio, Lucero lança Más Enamorada con Banda, seu 25º álbum de estúdio e seu segundo de banda sinaloense. No dia 21 de Junho, Lucero regravou e lançou a canção "Viva México", de Pedro Galindo, em apoio a Seleção Mexicana de Futebol na Copa do Mundo de 2018. No dia 6 de Julho, Lucero se apresentou para 10.000 pessoas no Auditorio Nacional como parte de divulgação de Más Enamorada con Banda. A artista não se apresentava na casa desde 2012, quando gravou o álbum ao vivo En Concierto. Em 13 de Setembro, a artista se apresentou na Feira Nacional de Zacatecas e no dia 15, em Puebla. No dia 12 de Outubro, Lucero lançou sua linha de calçados. No mesmo dia, a artista se apresentou em Guadalajara. No dia 9 de Novembro, Lucero lançou seu quarto álbum ao vivo, Enamorada en Vivo. No dia 26 de Novembro, a artista realizou uma apresentação no Auditório Pabellón em Monterrei. No dia 5 de Dezembro, Lucero ganhou dois prêmios Bandamax nas categorias "Trajetória do Ano" e "Artista Mais Influente das Redes".
No dia 22 de Fevereiro de 2019, foi lançado em parceria com a dupla sertaneja Bruno & Marrone, a canção "La Cama" para o álbum La Película. Em 30 de Abril, Lucero promoveu uma coletiva de imprensa onde apresentou o lançamento de seu quinto álbum ao vivo, Brasileira en Vivo, seu novo single "Me Deshice de tu Amor" e sua nova coleção de sapatos. Em 24 de Maio, Lucero se apresentou mais uma vez no Auditorio Nacional para um público de quase 10.000 pessoas como parte de divulgação de Más Enamorada con Banda. Em 28 de Setembro, Lucero se apresentou na Arena Monticello, no Chile e em Outubro, se apresentou no Luna Park com Luciano Pereyra, na Argentina, e depois realizou sua segunda apresentação no Brasil, no Teatro Liberdade. Em Outubro, Lucero participa como jurada na versão mexicana do The Voice Kids, ao lado de Melendi e Carlos Rivera. Em Novembro, Lucero lança seu 26º álbum de estúdio e terceiro do gênero banda sinaloense, Sólo Me Faltabas Tú. Em 27 de Novembro, Lucero foi apresentadora principal do Prêmio Bandamax.

### 2020–presente:Mucho que Contar,20y20e comemoração aos 40 anos de carreira
Em Março de 2020, devido a pandemia da COVID-19 no mundo, Lucero acabou adiando eventos de divulgação de seu álbum, Sólo Me Faltabas Tú, incluindo sua apresentação no Auditorio Nacional, prorrogando a data para o mês de Setembro. Com isso, Lucero passou a investir mais em seu canal do YouTube, realizando um projeto chamado Mucho que Contar, em que a artista conta em episódios fatos principais e experiências de seus 40 anos de carreira, tanto na televisão como na música. Há a versão em podcast disponível nas plataformas digitais. Em 28 de Agosto, Lucero lançou o álbum 20y20 em comemoração aos quarenta anos de sua carreira. Entre outubro e dezembro, Lucero promoveu três concertos virtuais na Cidade do México.

## Filantropia
Entre 1997 e 2002, Lucero foi madrinha e imagem principal do Teleton no México, em que ajuda no tratamento de crianças com distrofia muscular. A artista também foi a apresentadora principal do evento nos anos de 1997 a 2002, e novamente em 2010. Entre 2003 e 2009 e em 2014, Lucero teve sua participação reduzida por conta de polêmicas e sua saída da Televisa, emissora que transmite o evento. Seu compromisso com a causa não se limitava só com as apresentações dos eventos anuais. Lucero acompanhava também os resultados e projetos sociais realizados com o dinheiro arrecadado. Além da edição mexicana, Lucero também chegou a apresentar e participar de edições de outros países como Chile, EUA, El Salvador, Guatemala, Brasil, e Equador.

## Vida pessoal

### Relacionamentos
Em 1992, a artista teve um pequeno affair com o ator e apresentador chileno Felipe Camiroaga, no período em que ambos participaram do Festival de Viña del Mar.
Em 1987, Lucero conheceu o também ator e cantor mexicano Manuel Mijares durante as filmagens do filme Escápate Conmigo, em que os dois foram os protagonistas. Dez anos depois, no dia 18 de Janeiro de 1997, eles se casaram no Colegio de las Vizcaínas, localizada na Cidade do México. O casamento, que teve um custo de aproximadamente 400 mil pesos e foi assistido por mil convidados presentes, foi transmitido ao vivo pela Televisa para o México, EUA e outros países da América Latina. A cobertura do evento obteve uma das maiores audiências da televisão mexicana até então e foi considerado o casamento do ano. O casal teve dois filhos: José Manuel (nascido em Novembro de 2001) e Lucero (nascida em Fevereiro de 2005). Em 2011, Lucero e Mijares anunciaram a separação.
Desde 2012, Lucero mantêm um relacionamento com o empresário mexicano Michel Kuri.

### Religião
Lucero sempre declarou acreditar em Deus e ser católica. Desde o início de sua carreira, Lucero interpreta anualmente canções à Virgem de Guadalupe, o que no México sempre foi tradição e é conhecida como "Mañanitas a la Virgen" ("Serenatas à Virgem").

### Controvérsias
Incidente após a peça Regina (2003)
Em 14 de Agosto de 2003, após o término da centésima e última apresentação da peça Regina, um grupo de jornalistas que estava presente se envolveu em um tumulto e chegou a ser ameaçado por um dos guarda-costas de Lucero com uma arma. No dia seguinte, a artista promoveu uma coletiva para justificar o ocorrido e acabou defendendo a atitude de seu guarda-costas, aproveitando para criticar a imprensa mexicana. Duas semanas depois, no dia 27 de Agosto, Lucero declarou em uma entrevista no programa El Gordo y La Flaca, que se arrependeu de ter defendido "sem pensar" a atitude de seu guarda-costas e por sua postura diante da imprensa, pois "reconhece que sua carreira precisa dela". Independente das desculpas públicas, além de seu guarda-costas ter sido processado, a artista acabou sendo retirada do posto de apresentadora principal e embaixadora do Teleton. Quatro meses depois, Lucero constatou que tinha conseguido superar o incidente "restabelecendo os laços com a imprensa mexicana".
Fotos de caça (2014)
No dia 6 de Janeiro de 2014, a revista TVNotas acabou divulgando fotos pessoais de Lucero e Michel Kuri praticando caça e posando ao lado de um cadáver de um cabra-montês, e dos dois filhos da artista com armas de fogo. Com as fotos divulgadas, Lucero emitiu um comunicado oficial em seu Twitter dizendo que "molestava o fato de ter exposta a sua vida pessoal", e em relação às fotos de seus filhos, disse que foram divulgadas "fora de contexto, já que eles praticam vários esportes nas férias como o tiro ao alvo sempre supervisionados por um adulto". Em decorrência, Lucero acabou sendo bastante recriminada nas redes sociais, além de sofrer críticas da imprensa, de outros artistas e de protetores de animais. A artista também acabou perdendo o seu contrato com a Pantene, em que era garota propaganda desde 2011, além da empresa ter retirado todos os seus anúncios com a imagem da artista pelo México. A empresa justificou a atitude, alegando que "a artista não faria mais parte da campanha pelo término do seu contrato, e não pela repercussão do caso". Também foi colocada em risco sua quarta participação no Festival de Viña del Mar (a última foi em 2001), em que realizaria uma apresentação e faria parte da comissão de jurados. A então prefeita de Viña del Mar, Virginia Reginato, declarou que ficou surpreendida com a notícia e que apoiaria a exclusão da artista no festival por este ser "um evento artístico onde se expressa o melhor do ser humano e transmite a paz e harmonia". Em 11 de Janeiro, Lucero acabou cancelando sua participação no festival, alegando que tomou essa decisão por sua própria segurança. Em Fevereiro, Lucero foi escolhida para ser "queimada" na fogueira durante o carnaval de Mazatlán, por ser considerada "uma pessoa de duas caras para a sociedade". Em Março, Lucero foi descartada para interpretar a antagonista de La Malquerida (2014) por um grupo de discussão, devido a má repercussão do caso, além de ter sido cancelada a exibição de uma entrevista que a artista daria ao programa El Gordo y La Flaca. Em 26 de Abril, foi confirmado que Lucero apresentaria o Teletón de El Salvador em 16 e 17 de Maio. Muito se especulou que seria uma iniciativa da própria Televisa de limpar a imagem da artista. Em Dezembro, Lucero declarou ao jornal mexicano El Informador, que falar sobre caça era como "discutir sobre política ou religião" e que "muitos não entenderiam e outros poderiam se ofender". Disse ainda que no dia das fotos que foram divulgadas pela imprensa, estava como "acompanhante", já que seu parceiro, Kuri, é quem sempre teve "a caça como hobby".
Cortada da reprise da novela Mañana es para Siempre (2016)
Em Agosto de 2016, o canal Las Estrellas da Televisa, anunciou a reprise da novela Mañana Es Para Siempre (2008), em que Lucero interpretou a antagonista. Em uma matéria sobre a reprise exibida durante um dos programas da emissora chamado Cuéntamelo, foi mostrado alguns trechos da novela e foi falado sobre o elenco, porém a artista não foi mostrada e citada em nenhum momento, dando indícios de que a emissora cortaria todas as suas cenas para esta exibição, já que Lucero não era mais sua contratada há então dois anos. Em resposta sobre o boicote, Lucero declarou durante uma coletiva da segunda edição dos Latin American Music Awards em Outubro, que não foi a Televisa que a vetou e sim ela que a vetou, por "nunca ter tido um contrato de exclusividade com esta e nenhuma outra emissora".
O catálogo sexual da Televisa (2017)
Em 2017, a atriz mexicana Kate del Castillo revelou que a Televisa promovia encontros entre suas atrizes principais e publicitários que rendiam para a emissora. De acordo com Castillo, o que era para ser um jantar de negócios, na realidade era uma forma da emissora "oferecer" suas atrizes aos empresários. Essa revelação fez parte do documentário The Day I Met El Chapo: The Kate del Castillo Story da Netflix. Posteriormente foram revelados mais detalhes do caso pela imprensa mexicana, e envolveu mais nomes como Thalía, Salma Hayek, Bibi Gaytán, Gloria Trevi, Lucero, e até atores como Sebastián Rulli, Fernando Colunga e Eduardo Yáñez. Em uma entrevista, o ex-produtor televisivo Mário Lafontaine descreveu a Televisa como "o maior bordel do México", e revelou que a emissora obtinha um grupo específico de atores que estaria à disposição de ordens de executivos, que os mandavam a ir a eventos conforme necessidade em troca de um papel principal em uma produção. Em Outubro de 2019, foi divulgado durante um programa chamado En Shock no YouTube, fotos de páginas de um suposto catálogo, incluindo uma com dados de Lucero de 1993, além da informação do quanto a ofertavam de acordo com o tipo de evento. Enquanto algumas confirmaram a existência do tal "catálogo de protistuição", como a atriz Dulce María, outras negaram. Quando questionada sobre o assunto, Lucero declarou que "nunca soube do tal catálogo de atores, assim como nunca se envolveu com drogas, álcool ou prostituição" e que o assunto seria uma "lenda urbana".

## Prêmios e indicações
No total, Lucero venceu 129 prêmios de 150 indicações e até hoje é considerada a artista mexicana que mais ganhou o Prêmio TVyNovelas por sua carreira de atriz e cantora. Além do TVyNovelas, outro prêmio que Lucero mais ganhou em sua carreira foi o Prêmio El Heraldo, vencendo onze no total. A artista também ganhou um Emmy Award por sua trajetória e contribuição para a televisão. Como cantora, a artista lançou 26 álbuns de estúdio, boa parte sendo um em cada ano, e cinco ao vivo. Ao total, Lucero acabou atingindo a marca de mais de 30 milhões de discos vendidos.

## Discografia
Álbuns de estúdio
- Te Prometo (1983)
- Con Tan Pocos Años (1984)
- Fuego y Ternura (1985)
- Un Pedacito de Mí (1986)
- Lucerito (1988)
- Cuéntame (1989)
- Con mi Sentimiento (1990)
- Sólo Pienso en Ti (1991)
- Lucero de México (1992)
- Lucero (1993)
- ¡Cariño de mis Cariños! (1994)
- Siempre Contigo (1995)
- Piel de Ángel (1997)
- Cerca de Ti (1998)
- Mi Destino (2000)
- Un Nuevo Amor (2002)
- Cuándo Sale un Lucero (2004)
- Quiéreme Tal Como Soy (2006)
- Indispensable (2010)
- Mi Secreto de Amor (2011)
- Un Lu*Jo (2012) (com Joan Sebastian)
- Aquí Estoy (2014)
- Enamorada con Banda (2017)
- Brasileira (2017)
- Más Enamorada con Banda (2018)
- Sólo Me Faltabas Tú (2019)

Álbuns ao vivo
- Un lucero en la México (1999)
- En vivo Auditorio Nacional (2007)
- En concierto (2013)
- Enamorada en vivo (2018)
- Brasileira en vivo (2019)

## Filmografia
| Ano       | Título                     | Personagem                                                      | Produtora |
| --------- | -------------------------- | --------------------------------------------------------------- | --------- |
| 1982-1983 | Chispita                   | Isabel "Chispita"                                               | Televisa  |
| 1986      | Mulher, Casos da Vida Real | Chelo                                                           | Televisa  |
| 1990      | Quando Chega o Amor        | Isabel Contreras                                                | Televisa  |
| 1993      | Os Parentes Pobres         | Margarita Santos                                                | Televisa  |
| 1995-1996 | Laços de Amor              | María Guadalupe Salas María Fernanda y María Paula Rivas Iturbe | Televisa  |
| 2000      | Meu Destino é Você         | Andrea São Vicente                                              | Televisa  |
| 2005-2006 | Alvorada                   | María Hipólita Díaz de Guzmán                                   | Televisa  |
| 2008-2009 | Amanhã é Para Sempre       | Bárbara Greco de Elizalde                                       | Televisa  |
| 2010      | A Dona                     | Valentina Villalba "A Dona"                                     | Televisa  |
| 2012      | Uma Família Com Sorte      | Ela Mesma                                                       | Televisa  |
| 2012      | Por Ela Sou Eva            | Helena Moreno                                                   | Televisa  |
| 2016-2018 | Carinha de Anjo            | Teresa Rezende Lários                                           | SBT       |
| 2019      | The Voice Kids (México)    | Treinadora                                                      | Televisa  |
| 2021      | The Voice Kids (España)    | Treinadora                                                      | Televisa  |
| 2021      | El Retador                 | Jurada                                                          | Televisa  |
| 2023      | El gallo de oro            | Bernarda Cutiño "La Caponera                                    | ViX+      |